# Étienne de Lusignan
Étienne de Lusignan, auch Éstienne oder Stefano Lusignan (* 1537 in Nikosia; † 1590 in Rom), war ein zypriotischer Geistlicher, Bischof und Historiker. Er war der Verfasser einer Chronik Zyperns, die 1573 bei Alessandro Benaccio in Bologna gedruckt wurde. Diese Chorograffia et breve historia universale dell’Isola de Cipro principiando al tempo di Noè per in sino al 1572 umfasst, wie der Titel sagt, die Zeit zwischen Noah und dem Jahr 1572. 
Étienne, vor seinem Ordenseintritt Jacques genannt, war ein Nachkomme König Jakobs I. von Zypern. Er war einer der zahlreichen Söhne des Jason de Lusignan, des Gouverneurs von Limassol. Dieser war wiederum ein Sohn des Philippe de Lusignan, des Seigneur von Psimolopho, eines Sohnes des besagten Königs. Als junger Mann trat Jacques dem Dominikanerorden bei, hieß nun Étienne, und befasste sich mit Iulianos, einem armenischen Bischof. 1564 bis 1568 war er Vikar in Limassol unter den Bischöfen Andrea Mocenigo und Serafim Fortibraccia. 
1570 lebte er in einem Kloster in Neapel und begann, seine Chorograffia et breve historia universale abzufassen. In dieser Zeit fiel Zypern an die Osmanen, und „Stefano Lusignano“, wie sein Name in Italien lautete, bemühte sich, Verwandte aus der Gefangenschaft freizukaufen. Von Neapel ging er in ein Kloster in Bologna, wo er sein Werk 1573 publizierte. 1575 ging er nach Padua, wo er die berühmte Karte zu seinem Buch von Giovanni Longo schaffen ließ; diese widmete er dem letzten lateinischen Erzbischof von Zypern Filippo Mocenigo. Lusignan unterrichtete Griechisch an der Paduaner Universität.
In Rom lernte er den französischen Gesandten kennen, der ihm 1577 eine Reisemöglichkeit nach Paris verschaffte, wo er wiederum zehn Jahre lang in einem Konvent lebte. 1578 wurde er vom Papst zum Titularbischof von Limassol erhoben. Seine letzten Lebensjahre verbrachte er in Rom.

## Werke
- Chorograffia et breve historia universale dell’Isola de Cipro principiando al tempo di Noè per in sino al 1572, Alessandro Benacci, Bologna 1573 (Digitalisat)
- Basilicon philactirion, Paris 1587. (Digitalisat)
- Les droicts, autoritez et prerogatiues que pretendent au royaume de Hierusalem, les Princes et Seigneurs Spirituels et Temporels cy apres nommez: le Pape, Patriarche, Empereur, Rois de France, Angleterre, Arragon, Naples, Hongrie, Cypre et Armenie, les Republiques de Venise, et Genes, les Ducs d’Anjou, Bourbon, Sauoye, Lorraine et Montferrat, les Comtes de Brie[n]ne, Laual et autres, Guillaume le Noir, 1586. (Digitalisat)